# 삼진 (야구)

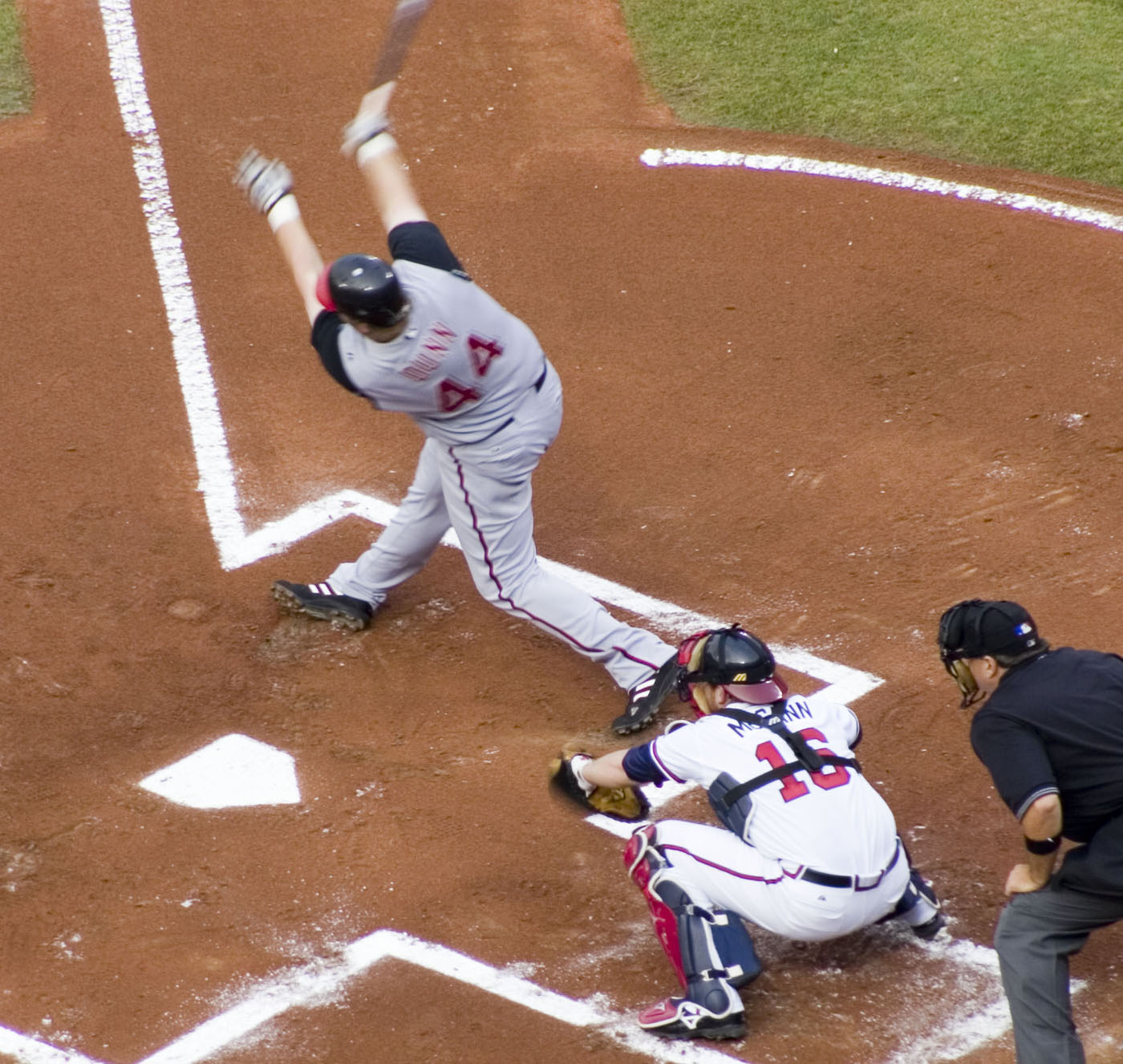
애덤 던이 헛스윙으로 삼진 아웃되는 모습

야구와 소프트볼에서 삼진(三振, 영어: strikeout)은 타자가 타석에서 스트라이크를 세 번 허용하는 것을 의미한다. 이때 일반적으로 타자는 아웃 처리된다. 삼진은 투수 및 타자에게 동시에 기록되는 통계로, K로 표기된다. 삼진 중에서, 타자가 투수의 공에 배트를 휘두르지 않아 주심에 의해 세 번째 스트라이크로 선언되는 경우는 루킹 삼진(영어: looking strikeout)이라 하며, 보통 §로 표기한다.

## 규칙
투수가 던진 공이 스트라이크 존을 벗어났고 타자가 이 공에 배트를 휘두르지 않았다면 주심에 의해 볼(ball)이 선언된다. 반면 스트라이크 존 통과 여부에 관계 없이 타자가 배트를 휘둘렀거나, 투수가 던진 공이 스트라이크 존을 통과한 경우에는 스트라이크(strike)로 선언된다. 제2스트라이크 이후에 기록한 파울 볼을 제외하면 모든 볼과 스트라이크는 볼 카운트에 영향을 미친다. 즉, 투수가 던진 공을 타자가 헛스윙을 하거나, 타자가 타격하지 않았는데 공이 스트라이크 존을 통과하였거나, 파울 팁을 기록했을 때 제3스트라이크가 선언된 경우 타자는 삼진 아웃이 된다.
삼진을 기록했을 때 다음과 같은 경우 타자는 자동 아웃이 된다.
1. 투수가 던진 공을 포수가 포구하여 제3스트라이크가 선언된 경우(파울 팁 포함).
2. 무사 혹은 1사 때 포수가 제3스트라이크를 제대로 포구하지 못했으나 1루에 주자가 있는 경우.
3. 2스트라이크 이후 타자가 번트를 시도한 공이 파울 지역으로 떨어졌고 이를 야수(野手)들이 잡지 못한 경우.[a]

이 이외의 경우에는 타자가 삼진을 당했더라도 포수가 제3스트라이크를 똑바로 포구하지 못하는 등의 이유로 주자가 되어 1루로 진출할 수 있다. 이때의 경우를 스트라이크 아웃 낫아웃이라 하며, 일본에서는 '치고 도망친다'는 뜻으로 후리나게(振り逃げ)라고 한다. 낫아웃이 발생한 경우 투수와 타자에게 모두 삼진이 기록되나 아웃은 기록되지 않게 된다. 이 점 때문에 한 이닝에 삼진을 3번 넘게 기록하는 경우도 왕왕 있다.
또한 삼진이 야수 선택을 낳는 경우도 가능하다. 2사 만루에서 2스트라이크를 기록한 상황에서 포수가 스트라이크로 선언된 공을 제대로 포구하지 못해서 공을 떨어뜨린 후 다시 잡게 되면 타자는 주자가 되어 1루로 진출할 의무가 생기고 나머지 누상에 있는 모든 주자들도 한 베이스 더 진루할 의무가 생기게 된다. 이 경우 포수가 홈 플레이트에서 홈으로 진루하는 주자를 포스아웃하는 경우 야수 선택이 된다.

## 역사
야구의 태동기에는 삼진 규칙이 지금과는 많이 달랐는데, 당시 규칙으로는 타자가 세 번 헛스윙을 기록하면 삼진으로 처리되는 것이었다. 다만 현재와 다르게 자동으로 아웃되는 것이 아닌 주자가 되어 1루로 진루를 하게 되는 것이었다. 1858년에는 콜드 스트라이크의 개념이 도입되었다.
1880년대에는 삼진에 관한 규칙이 구체화되었는데, 제3스트라이크는 노바운드로 포구되어야 한다는 규칙과 무사 혹은 1사에 1루에 주자가 있는 상황에서 삼진을 기록하면 자동으로 타자가 아웃된다는 규칙이 신설되었다. 1887년에는 스트라이크를 네 번 기록해야 삼진으로 처리된다는 규정으로 변경되었으나 곧바로 다음 시즌에 원래 규칙으로 변경되었다.
삼진 아웃을 "K"로 표기하는 것은 박스 스코어와 야구 기록지의 창시자이자 미국의 저명한 신문 기자인 헨리 채드윅이 고안한 것이다. 대부분의 야구에서 그렇듯이, 그가 고안했던 박스 스코어와 야구 기록지는 오늘날까지 큰 변화 없이 유지되고 있다. 채드윅은 삼진을 표기할 때 struck의 마지막 글자를 따서 "K"라고 표기했는데, 희생타(sacrifice)의 표기가 "S"였기 때문이다. 채드윅은 이 뿐 아니라 수비 번호를 고안하는 등 다양한 야구 기록의 표기 방법을 확립하였다.

## 특이한 기록

### 한 이닝 최다 탈삼진
만일 세 번째 스트라이크가 포수에 의해 제대로 포구되지 않은 경우, 투수에게는 탈삼진 기록이, 타자에게는 삼진 기록이 부여되지만 타자는 주자가 되어 1루로 진출할 수 있게 된다(단 무사나 1사에 1루에 주자가 있는 경우는 타자가 자동 아웃된다.). 이때 주자가 아웃되지 않고 1루로 진출하게 되면 한 이닝에 세개 이상의 삼진을 기록할 수 있다.
메이저 리그 베이스볼에서는 지금까지 92번의 1이닝 4삼진을 기록하였다. 최초로 한 이닝 4삼진을 기록한 선수는 뉴욕 자이언츠의 에드 크레인으로, 1888년 10월 4일 기록하였다. 척 핀리는 한 이닝 4삼진을 가장 많이 기록한 선수로 알려져 있는데, 애너하임 에인절스 소속으로 두 번(1992년 5월 12일, 1999년 8월 15일) 기록했고, 클리블랜드 인디언스 소속으로 한 번(2000년 4월 16일) 기록했다. MLB 데뷔 경기에서 한 이닝 4삼진을 기록한 선수는 피트 리처트 선수가 유일하다. 리처트는 1962년 4월 12일 당시 로스앤젤레스 다저스 소속으로 신시내티 레즈와의 경기에서 이와 같은 기록을 달성한 바 있다. 2012년 8월 13일, 토론토 블루제이스 소속 스티브 델라바는 시카고 화이트삭스와의 경기에서 연장 10회에 4삼진을 기록하면서 최초로 연장 이닝에 한 이닝 4삼진을 달성한 선수로 기록되었다.
KBO 리그에서 한 이닝 4삼진은 출범 이후부터 지금까지 총 9번 나왔다. 1998년 이전까지는 한 번도 기록되지 않다가, 1998년 4월 13일 삼성 라이온즈 소속 호세 파라가 롯데 자이언츠 전에서 처음으로 한 이닝 4삼진을 기록하였다.
한 이닝 5삼진 기록은 지금까지 메이저 리그 베이스볼 정규 경기에서 나온 적이 없었다. 다만 마이너 리그에서는 6차례 이상 나왔던 적이 있다. 1946년 5월 17일 위스콘신주 야구 리그 경기에서 존 페르코빗시 선수와, 1952년 5월 17일 애팔리치안 리그에서 브리스톨의 론 네차이 선수가 한 이닝 5삼진을 기록하였다. 이 이외에도 마이너리그에서 1994년 4월 15일 켈리 분슈, 2004년 7월 16일 마이크 슐츠, 2008년 7월 1일 가렛 바우어 등이 기록하였다. 가장 최근에 기록한 것으로는 벌링턴 로열스 소속 말콤 반 뷔런 선수가 7회에 한 이닝 5삼진을 기록하였다.
1976년 4월 7일 휴스턴 애스트로스 소속 조 니크로 선수가 스프링 트레이닝 기간 중 치러진 경기에서 한 이닝 5삼진을 기록하였으나, 시범 경기 기록은 MLB 공식 기록으로 인정되지 않는다.

### 9구 3삼진
투수가 한 이닝에 9개의 공으로 세 명의 타자를 전부 삼진 처리하는 것을 9구 3삼진(영어: Immaculate Inning)이라 한다. 메이저리그에서는 지금까지 100번의 9구 3삼진이 기록되었으며, 최초의 9구 3삼진 기록은 1889년 6월 4일 존 클락슨이 기록했다. 가장 최근에는 2019년 9월 27일 휴스턴 애스트로스의 윌 해리스가 로스앤젤레스 에인절스를 상대로 8회에 9구 3삼진을 기록하였다.
KBO 리그에서는 총 8번의 9구 3삼진 기록이 있다. 다니엘 리오스가 2007년 6월 16일 두산 베어스 소속으로 기록한 것이 처음이며, 2022년 5월 10일 롯데 자이언츠의 박세웅이 기록한 것이 가장 최근의 기록이다.

## 기록

### 메이저 리그 베이스볼

#### 투수
메이저 리그 베이스볼 탈삼진 통산 기록 상위 20걸(현역 선수는 굵게 표시) (1901년~현재)
1. 놀런 라이언 – 5,714
2. 랜디 존슨 – 4,875
3. 로저 클레멘스 – 4,672
4. 스티브 칼턴 – 4,136
5. 버트 블라일레븐 – 3,701
6. 톰 시버 – 3,640
7. 돈 서턴 – 3,574
8. 게일로드 페리 – 3,534
9. 월터 존슨 – 3,509
10. 그레그 매덕스 – 3,371
11. 필 니크로 – 3,342
12. 퍼거슨 젱킨스 – 3,192
13. 페드로 마르티네스 – 3,154
14. 밥 깁슨 – 3,117
15. 커트 실링 – 3,116
16. CC 사바시아 – 3,093
17. 존 스몰츠 – 3,084
18. 저스틴 벌랜더 – 3,006
19. 짐 버닝 – 2,855
20. 미키 롤리치 – 2,832

현역 선수 중 2,000 탈삼진 이상을 기록한 선수
1. 저스틴 벌랜더 – 3,006
2. 맥스 슈어저 – 2,692
3. 잭 그레인키 – 2,622
4. 콜 해멀스 – 2,558
5. 펠릭스 에르난데스 – 2,524
6. 클레이턴 커쇼 – 2,464
7. 존 레스터 – 2,355
8. 크리스 세일 – 2,007

메이저 리그 베이스볼 단일 시즌 최다 탈삼진 기록(1900년~현재)
| 투수        | 삼진 | 연도 | 팀                      | 리그          | 전체 순위 |
| ----------- | ---- | ---- | ----------------------- | ------------- | --------- |
| 놀런 라이언 | 383  | 1973 | 캘리포니아 에인절스     | 아메리칸 리그 | 8         |
| 샌디 쿠팩스 | 382  | 1965 | 로스앤젤레스 다저스     | 내셔널 리그   | 9         |
| 랜디 존슨   | 372  | 2001 | 애리조나 다이아몬드백스 | 내셔널 리그   | 11        |
| 놀런 라이언 | 367  | 1974 | 캘리포니아 에인절스     | 아메리칸 리그 | 14        |
| 랜디 존슨   | 364  | 1999 | 애리조나 다이아몬드백스 | 내셔널 리그   | 15        |
| 루브 워델   | 349  | 1904 | 필라델피아 애슬레틱스   | 아메리칸 리그 | 18        |
| 밥 펠러     | 348  | 1946 | 클리블랜드 인디언스     | 아메리칸 리그 | 19        |
| 랜디 존슨   | 347  | 2000 | 애리조나 다이아몬드백스 | 내셔널 리그   | 20        |
| 놀런 라이언 | 341  | 1977 | 캘리포니아 에인절스     | 아메리칸 리그 | 25        |
| 랜디 존슨   | 334  | 2002 | 애리조나 다이아몬드백스 | 내셔널 리그   | 30        |

메이저 리그 베이스볼 정규 이닝 최다 탈삼진(정규 시즌 기록)
- 16 – 루브 워델, 1908년 7월 29일
- 18 – 밥 펠러, 1938년 10월 2일
  - 샌디 쿠팩스, 1959년 8월 31일
  - 샌디 쿠팩스, 1962년 4월 24일
  - 돈 윌슨, 1968년 7월 14일
- 19 – 스티브 칼턴, 1969년 9월 15일
  - 톰 시버, 1970년 4월 22일
  - 놀런 라이언, 1974년 8월 12일
  - 데이비드 콘, 1991년 10월 16일
- 20 – 로저 클레멘스, 1986년 4월 29일
  - 로저 클레멘스, 1996년 9월 18일
  - 케리 우드, 1998년 5월 6일
  - 랜디 존슨, 2001년 5월 8일 (연장전 제외)
  - 로스앤젤레스 에인절스 (5명의 투수), 2012년 9월 25일
  - 맥스 슈어저, 2016년 5월 11일
- 21 – 보스턴 레드삭스 (5명의 투수), 2016년 9월 25일 (연장전 제외)

#### 타자
메이저 리그 베이스볼 통산 최다 삼진 15걸(현역 선수는 굵게 표시)
1. 레지 잭슨 – 2,597
2. 짐 토미 – 2,548
3. 애덤 던 – 2,379
4. 새미 소사 – 2,306
5. 알렉스 로드리게스 – 2,287
6. 안드레스 갈라라가 – 2,003
7. 호세 칸세코 – 1,942
8. 윌리 스타젤 – 1,936
9. 마크 레이놀즈 – 1,927
10. 커티스 그랜더슨 – 1,916
11. 마이크 카메론 – 1,901
12. 마이크 슈미트 – 1,883
13. 프레드 맥그리프 – 1,882
14. 토니 페레즈 – 1,867
15. 라이언 하워드 – 1,843

현역 선수 중 1,500 삼진 이상을 기록한 선수
1. 마크 레이놀즈 – 1,927
2. 커티스 그랜더슨 – 1,916
3. 크리스 데이비스 – 1,835
4. 저스틴 업턴 – 1,798
5. 미겔 카브레라 – 1,761
6. 맷 켐프 – 1,600
7. 넬손 크루스 – 1,567
8. 추신수 – 1,546
9. 제이 브루스 – 1,535

메이저 리그 베이스볼 단일 시즌 최다 삼진 기록
| 순위 | 선수              | 팀                      | 삼진 | 연도 |
| ---- | ----------------- | ----------------------- | ---- | ---- |
| 1    | 마크 레이놀즈     | 애리조나 다이아몬드백스 | 223  | 2009 |
| 2    | 애덤 던           | 시카고 화이트삭스       | 222  | 2012 |
| 3    | 크리스 데이비스   | 볼티모어 오리올스       | 219  | 2016 |
| 4    | 요안 몽카다       | 시카고 화이트삭스       | 217  | 2018 |
| 5    | 크리스 카터       | 휴스턴 애스트로스       | 212  | 2013 |
| 6    | 마크 레이놀즈     | 애리조나 다이아몬드백스 | 211  | 2010 |
| 6    | 지안카를로 스탠튼 | 뉴욕 양키스             | 211  | 2018 |
| 8    | 크리스 데이비스   | 볼티모어 오리올스       | 208  | 2015 |
| 8    | 에런 저지         | 뉴욕 양키스             | 208  | 2017 |
| 10   | 조이 갈로         | 텍사스 레인저스         | 207  | 2018 |

### KBO 리그

#### 투수
KBO 리그 통산 탈삼진 순위 상위 20걸(현역 선수는 굵게 표시)
1. 송진우 – 2,048
2. 이강철 – 1,749
3. 선동열 – 1,698
4. 정민철 – 1,661
5. 양현종 – 1,524
6. 임창용 – 1,474
7. 김광현 – 1,456
8. 배영수 – 1,436
9. 박명환 – 1,421
10. 김수경 – 1,370
11. 윤성환 – 1,353
12. 차우찬 – 1,350
13. 장원준 – 1,344
14. 한용덕 – 1,342
15. 정민태 – 1,278
16. 김원형 – 1,246
17. 류현진 – 1,238
18. 김상진 – 1,237
19. 이상목 – 1,231
20. 구대성 – 1,221

현역 선수 중 1,000 탈삼진 이상을 기록한 선수
1. 양현종 – 1,524
2. 윤성환 – 1,353
3. 차우찬 – 1,350
4. 장원준 – 1,344
5. 송승준 – 1,213

KBO 리그 단일 시즌 최다 탈삼진 기록
| 순위 | 선수                | 팀              | 삼진 | 연도 |
| ---- | ------------------- | --------------- | ---- | ---- |
| 1    | 최동원              | 롯데 자이언츠   | 223  | 1984 |
| 2    | 주형광              | 롯데 자이언츠   | 221  | 1996 |
| 3    | 장명부              | 삼미 슈퍼스타즈 | 220  | 1983 |
| 4    | 페르난도 에르난데스 | SK 와이번스     | 215  | 2001 |
| 5    | 선동열              | 해태 타이거즈   | 214  | 1986 |
| 6    | 선동열              | 해태 타이거즈   | 210  | 1991 |
| 6    | 류현진              | 한화 이글스     | 210  | 2012 |
| 8    | 최동원              | 롯데 자이언츠   | 208  | 1986 |
| 9    | 류현진              | 한화 이글스     | 204  | 2006 |
| 10   | 정민철              | 한화 이글스     | 203  | 1996 |

KBO 리그 정규 이닝 최다 탈삼진 기록
- 16 – 최동원, 1983년 6월 7일
  - 선동열, 1992년 4월 11일
  - 이대진, 1998년 5월 14일

- 17 – 류현진, 2010년 5월 11일

참고: 연장전을 포함하는 경우 선동열이 18탈삼진으로 1위임(1991년 6월 19일)

#### 타자
KBO 리그 통산 최다 삼진 15걸(현역 선수는 굵게 표시)
1. 박경완 – 1,605
2. 송지만 – 1,451
3. 박용택 – 1,358
4. 장종훈 – 1,354
5. 이승엽 – 1,344
6. 김태균 – 1,342
7. 이호준 – 1,307
8. 최정 – 1,275
9. 이성열 – 1,254
10. 강민호 – 1,247
11. 이범호 – 1,158
12. 박재홍 – 1,147
13. 박한이 – 1,130
14. 오지환 – 1,118
15. 최준석 – 1,079

현역 선수 중 1,000 삼진 이상을 기록한 선수
1. 박용택 – 1,358
2. 김태균 – 1,342
3. 최정 – 1,275
4. 이성열 – 1,254
5. 강민호 – 1,247
6. 오지환 – 1,118
7. 박경수 – 1,071
8. 박병호 – 1,032
9. 박석민 – 1,010

KBO 리그 단일 시즌 최다 삼진 기록
| 순위 | 선수              | 팀            | 삼진 | 연도 |
| ---- | ----------------- | ------------- | ---- | ---- |
| 1    | 톰 퀸런           | 현대 유니콘스 | 173  | 2000 |
| 2    | 박병호            | 넥센 히어로즈 | 161  | 2015 |
| 3    | 톰 퀸런           | 현대 유니콘스 | 160  | 2001 |
| 4    | 오지환            | LG 트윈스     | 146  | 2018 |
| 5    | 재비어 스크러그스 | NC 다이노스   | 144  | 2018 |
| 6    | 이성열            | 한화 이글스   | 143  | 2018 |
| 7    | 멜 로하스 주니어  | Kt 위즈       | 142  | 2018 |
| 7    | 박병호            | 넥센 히어로즈 | 142  | 2014 |
| 9    | 코리 알드리지     | 넥센 히어로즈 | 139  | 2011 |
| 10   | 구자욱            | 삼성 라이온즈 | 138  | 2017 |

## 같이 보기
- 스트라이크 존
- 낫아웃

### 내용
1. ↑  만일 야수가 번트 파울된 공을 잡은 경우 삼진으로 기록되지 아니하며 파울 플라이를 잡은 야수에게 풋아웃을 기록한다.
2. ↑  한국어식 영어: strikeout not out, 영어: uncaught third strike→제3스트라이크 포구 실패